# Municipio de Ashby
El municipio de Ashby (en inglés: Ashby Township) es un municipio ubicado en el condado de Hettinger en el estado estadounidense de Dakota del Norte. En el año 2010 tenía una población de 4 habitantes y una densidad poblacional de 0,05 personas por km².

## Geografía
El municipio de Ashby se encuentra ubicado en las coordenadas 46°14′41″N 102°26′5″O / 46.24472, -102.43472. Según la Oficina del Censo de los Estados Unidos, el municipio tiene una superficie total de 83.33 km², de la cual 83,33 km² corresponden a tierra firme y (0 %) 0 km² es agua.

## Demografía
Según el censo de 2010, había 4 personas residiendo en el municipio de Ashby. La densidad de población era de 0,05 hab./km². De los 4 habitantes, el municipio de Ashby estaba compuesto por el 100 % blancos. Del total de la población el 0 % eran hispanos o latinos de cualquier raza.